# Chiado
Lo Chiado (ʃiadu) è uno dei quartieri più tradizionali e caratteristici della città di Lisbona. Si trova tra il Bairro Alto e la Baixa e si sviluppa attorno alla sua piazza principale, il Largo do Chiado. Dal punto di vista amministrativo, il suo territorio si estendeva nelle freguesias di Sacramento e Mártires, dal 2013 soppresse e integrate nella freguesia di Santa Maria Maior.

## Origine del nome

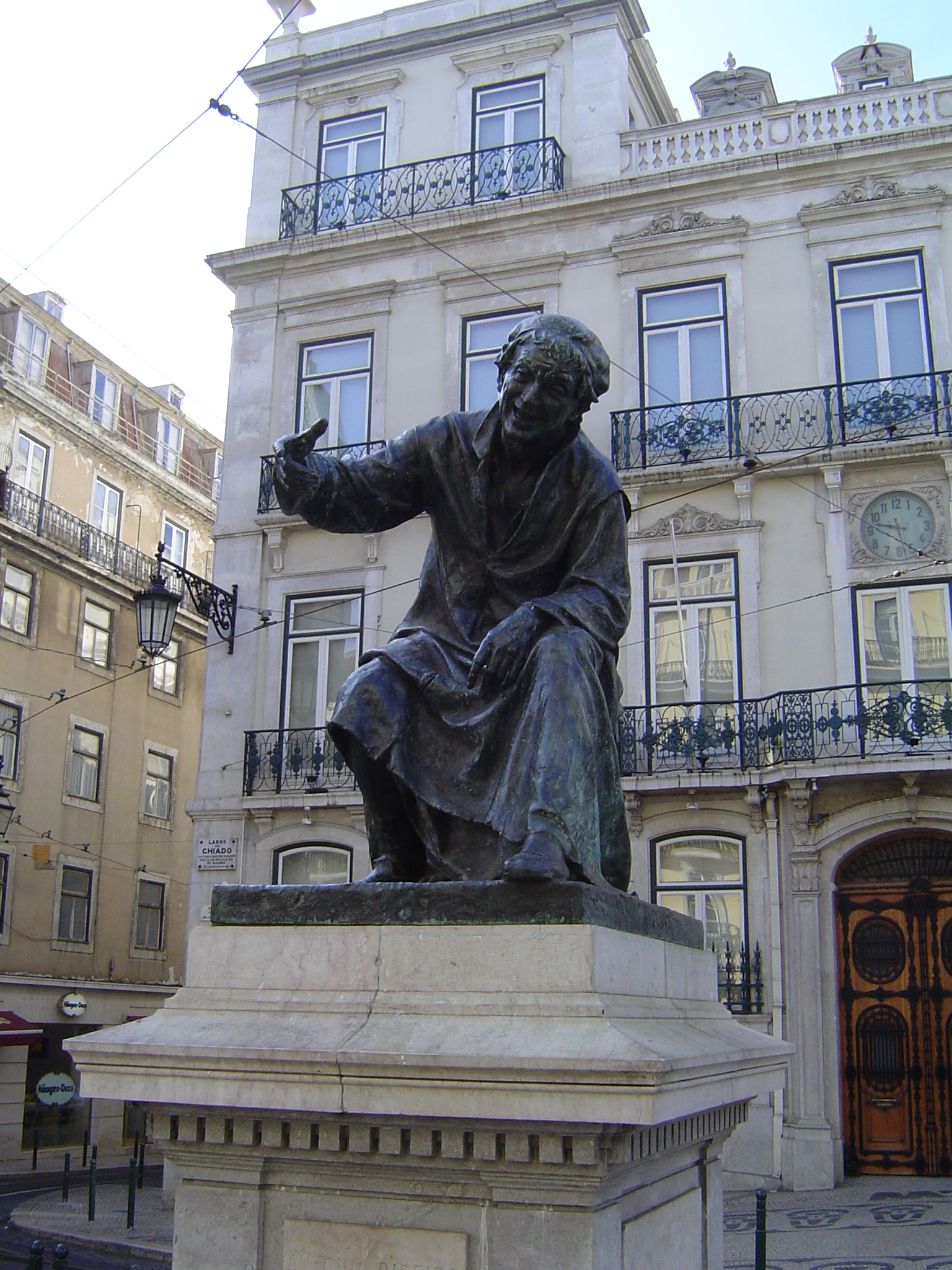
Statua del poeta António Ribeiro, "O Chiado", in Largo do Chiado.

L'utilizzo del nome Chiado per designare questo quartiere risale al XVII secolo. Diverse sono le ipotesi sull'origine della parola Chiado proposte dagli storici della città di Lisbona. Secondo alcuni, esso deriverebbe dal soprannome di un oste, un certo Gaspar Dias, che aveva in questa zona, intorno alla metà del XVI secolo, una locanda molto conosciuta e frequentata. Un'altra ipotesi associa il nome ad António Ribeiro, poeta del XVI secolo originario di Évora e vissuto nel quartiere, il cui soprannome era appunto O Chiado. Si tratterebbe quindi di un eponimo, anche se un'altra interpretazione attribuisce il soprannome del poeta alla strada in cui abitò per anni a Lisbona. Un'ulteriore ipotesi suggerisce invece che il nome Chiado deriverebbe dal caratteristico suono scricchiolante (in portoghese chiado) prodotto dai carriaggi sulla ripide strade lastricate del quartiere. 
Il nome Chiado è spesso utilizzato anche per designare la sola Rua Garrett, la principale arteria commerciale della zona; la strada infatti portava questo nome prima che venisse dedicata al poeta Almeida Garrett. La via, che scende dal Largo do Chiado verso la Baixa, è famosa per i suoi caffè e per le sue librerie, tra le quali spicca la sede storica, aperta nel 1773, della Livraria Bertrand. 

## Storia e monumenti

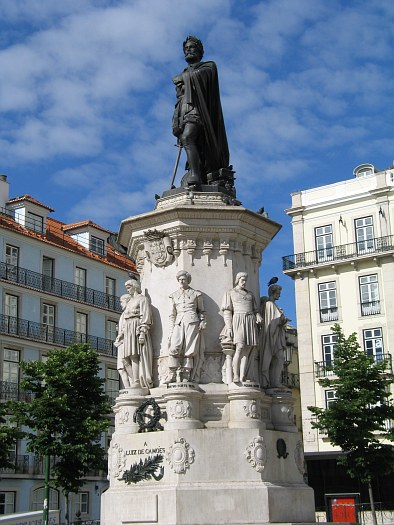
Monumento a Luís de Camões, inaugurato nel 1867, posto in Praça de Luís de Camões.

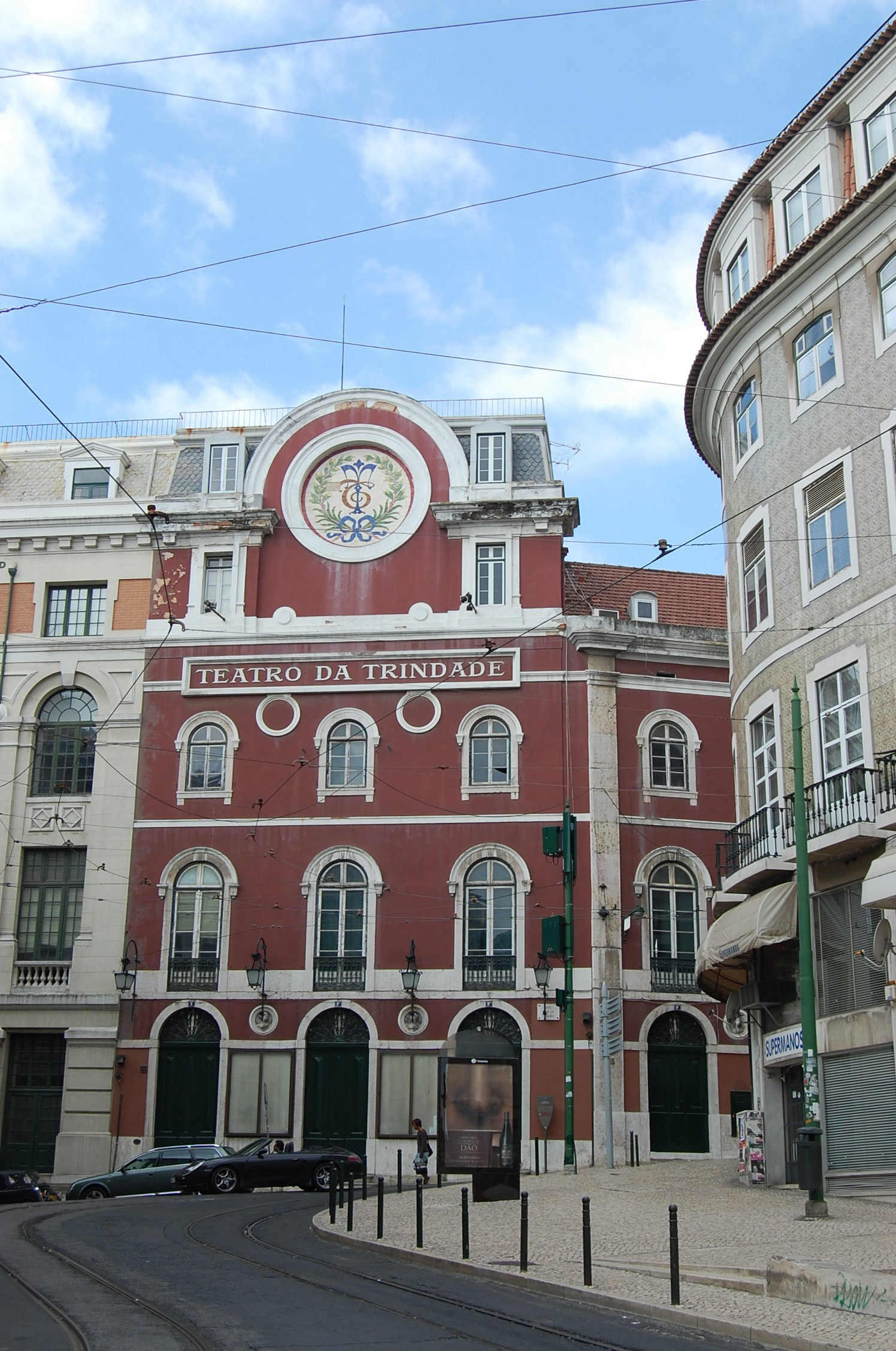
Il Teatro da Trindade, in Rua Nova da Trindade, 9.

La zona era tradizionalmente luogo d'incontro di intellettuali, scrittori e artisti. Nel 1846 nel Chiado, presso il Palacete Loures in Rua Ivens si ebbe la fondazione del Grémio Literário de Lisboa, fulcro della vita culturale portoghese tra la seconda metà del XIX e l'inizio del XX secolo. Il Chiado è una delle ambientazioni più importanti del romanzo I Maia di Eça de Queiroz, vero e proprio ritratto sociale, politico e culturale della Lisbona della seconda metà del XIX secolo. 
Nel quartiere sono presenti le statue di diverse figure di spicco della letteratura portoghese. Tra questi troviamo António Ribeiro, detto il Chiado (il cui monumento venne realizzato da António Augusto da Costa Motta e inaugurato nel 1925); di fronte a lui Fernando Pessoa, il più importante poeta e scrittore portoghese del XX secolo, ritratto seduto ad un tavolino fuori dal caffè A Brasileira (la scultura è opera di António Augusto Lagoa Henriques). Dall'altro lato della strada, in una piazza che porta il suo nome, si erge il monumento (realizzato da Víctor Bastos e inaugurato nel 1867) dedicato a Luís de Camões, poeta epico del XVI secolo.
In zona si trovano anche vari teatri, come il Teatro São Luiz (originariamente noto come Teatro Dona Amélia), il Teatro da Trindade, e il Teatro Nacional de São Carlos, unico teatro di opera in Portogallo. Quest'ultimo si affaccia sul Largo de São Carlos, di fronte al palazzo dove nacque Fernando Pessoa. Nel quartiere si trovava inoltre l'antico Teatro do Gymnásio, ora trasformato in un centro commerciale. 
Altro importante polo culturale presente nel quartiere è il Museo Nazionale di Arte Contemporanea, anche noto come Museu do Chiado, inaugurato nel 1911. Il museo, originariamente destinato ad accogliere le opere d'arte provenienti dallo scorporo delle opere successive al 1850 dalle collezioni custodite presso il Museo nazionale d'arte antica, ospita inoltre una significativa collezione di opere d'arte del XX e del XXI secolo.
Nel Largo do Chiado si ergono due chiese barocche: nel lato nord l'Igreja do Loreto (storicamente la chiesa della comunità italiana a Lisbona, sorge sul sito di un precedente luogo di culto istituito nel 1518 e aperto al culto nel 1522 e ricostruito, nel suo aspetto attuale, nel 1785) e, di fronte ad essa, l'Igreja de Nossa Senhora da Encarnação, risalente alla seconda metà del XVIII secolo, la cui facciata è parzialmente decorata di azulejos.

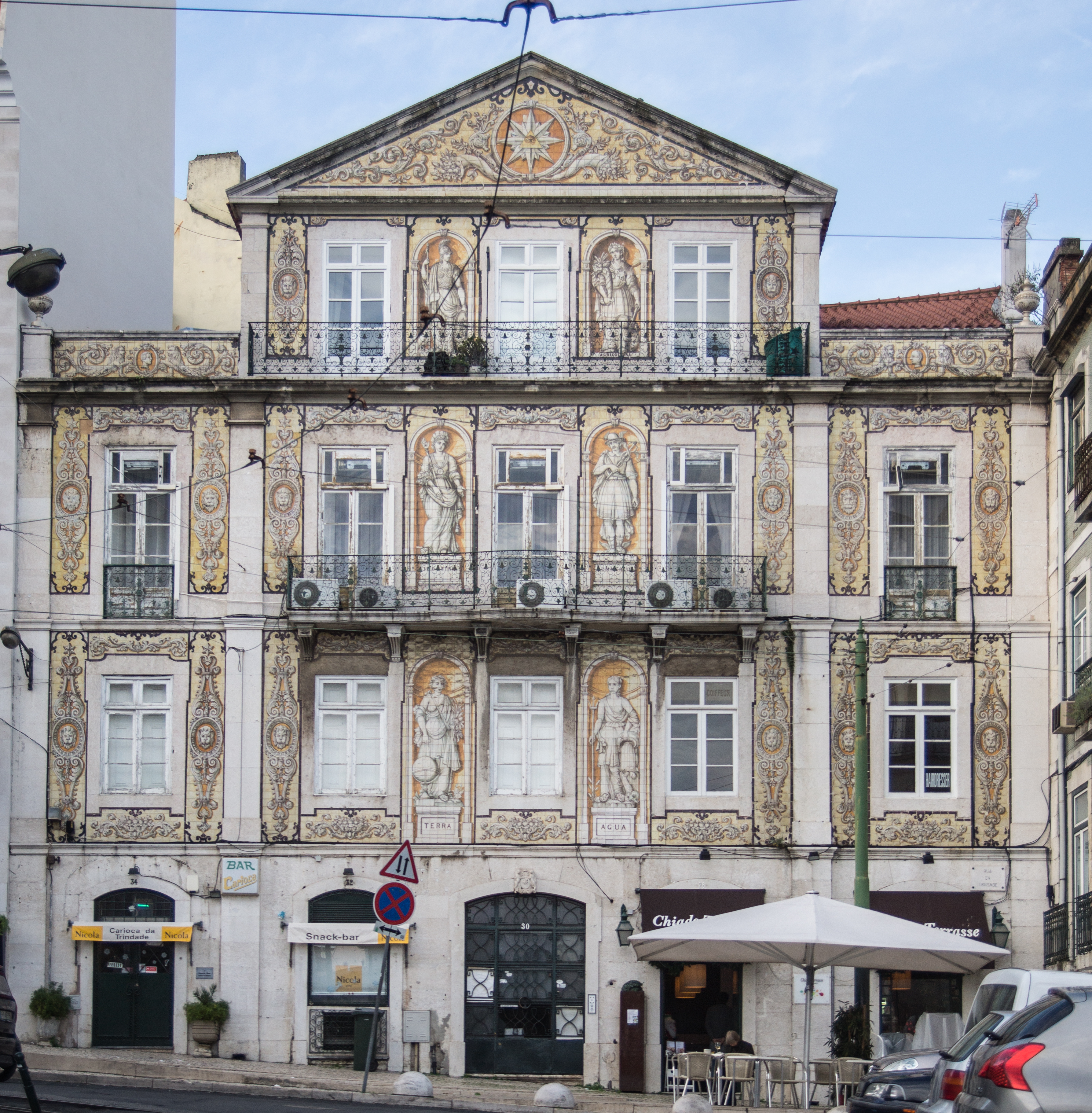
La Casa do Ferreira das Tabuletas, costruita nel 1864, è dal 1978 immobile di interesse pubblico.

Inglobato nella zona del Chiado si trova il Largo do Carmo, caratterizzato dalla fioritura primaverile degli alberi di jacaranda che lo decorano e dalle rovine del Convento do Carmo, costruito nel XIV secolo, ora sede del Museo Archeologico (Museu Arqueológico do Carmo).

Nella stessa piazza si trova il Quartel do Carmo, una caserma della Guardia Nazionale Repubblicana (GNR), scelta durante il 25 aprile 1974 da Marcello Caetano quale suo rifugio, divenendo uno dei luoghi simbolo della Rivoluzione dei garofani contro il regime autoritario dell'Estado Novo.
Sull'altro lato del convento, in Calçada do Sacramento, n.º 34-54, troviamo Palácio Valadares, che si erge nel luogo dove fu fondata nel 1290 su iniziativa di Dionigi del Portogallo la prima università portoghese, l'Estudo Geral.
Tra il convento e questo palazzo c'è la porta d'accesso all'Elevador de Santa Justa, inaugurato nel 1902 e progettato dall'ingegnere Raoul Mesnier de Ponsard, che consente di superare il dislivello di 30 metri con il sottostante quartiere della Baixa.
Il vicino Largo Rafael Bordalo Pinheiro prende il suo nome dall'artista e fumettista Rafael Bordalo Pinheiro, che visse in un edificio posto nell'adiacente Rua da Trindade, n.º 26-34. Questo palazzo, noto come Casa do Ferreira das Tabuletas, presenta una facciata in azulejos, realizzati dalla rinomata Fábrica de Cerâmica da Viúva Lamego, raffiguranti figure allegoriche. Qualche metro più in alto è situato il Teatro da Trindade, di pertinenza della fondazione INATEL (Instituto Nacional para o Aproveitamento dos Tempos Livres).
Altro luogo di interesse storico situato nel quartiere è il palazzo in Rua António Maria Cardoso, n. 22. Qui si trovava la sede della Direcção Geral de Segurança (nome assunto dalla PIDE nel 1968). Intorno alle ore 13:30 del 25 aprile 1974 e nuovamente intorno alle 20:00, alcuni agenti asserragliati nell'edificio spararono sulla folla di civili e militari assiepata intorno ad esso, provocando la morte di quattro persone (le uniche vittime della Rivoluzione dei garofani), oltre al ferimento di diverse altre.

## L'incendio del Chiado
Il 25 agosto 1988 un incendio scaturito intorno alle 5 del mattino negli Armazéns Grandella in Rua do Carmo e velocemente propagatosi in Rua Garrett e in altre vie adiacenti, distrusse un totale di diciotto palazzi del Chiado. Due persone morirono a causa dell'incendio e ci furono oltre settanta feriti, molti di questi vigili del fuoco. Più di duecento persone rimasero senza casa e molti negozi storici furono perduti. In termini di superficie danneggiata e numero di palazzi distrutti, l'incendio del Chiado viene considerato il peggior disastro che abbia colpito la città dal terremoto del 1755.
Nel corso degli anni Novanta sono stati condotti, sotto la direzione dell'architetto Álvaro Siza, importanti lavori di ricostruzione, che hanno consentito di ristrutturare gli edifici secondo moderni criteri di sicurezza e recuperare l'aspetto originale di numerosi edifici danneggiati, tra cui gli storici Grandes Armazéns do Chiado. I lavori, in gran parte completati nel 1999, hanno visto inoltre l'apertura nel 1998 della stazione della metropolitana di Lisbona Baixa-Chiado. Nel 2015 è stata inaugurata l'ultima parte del progetto di Álvaro Siza, i Terraços do Carmo, una serie di belvedere situati alle spalle del complesso del Convento do Carmo.

## Galleria d'immagini

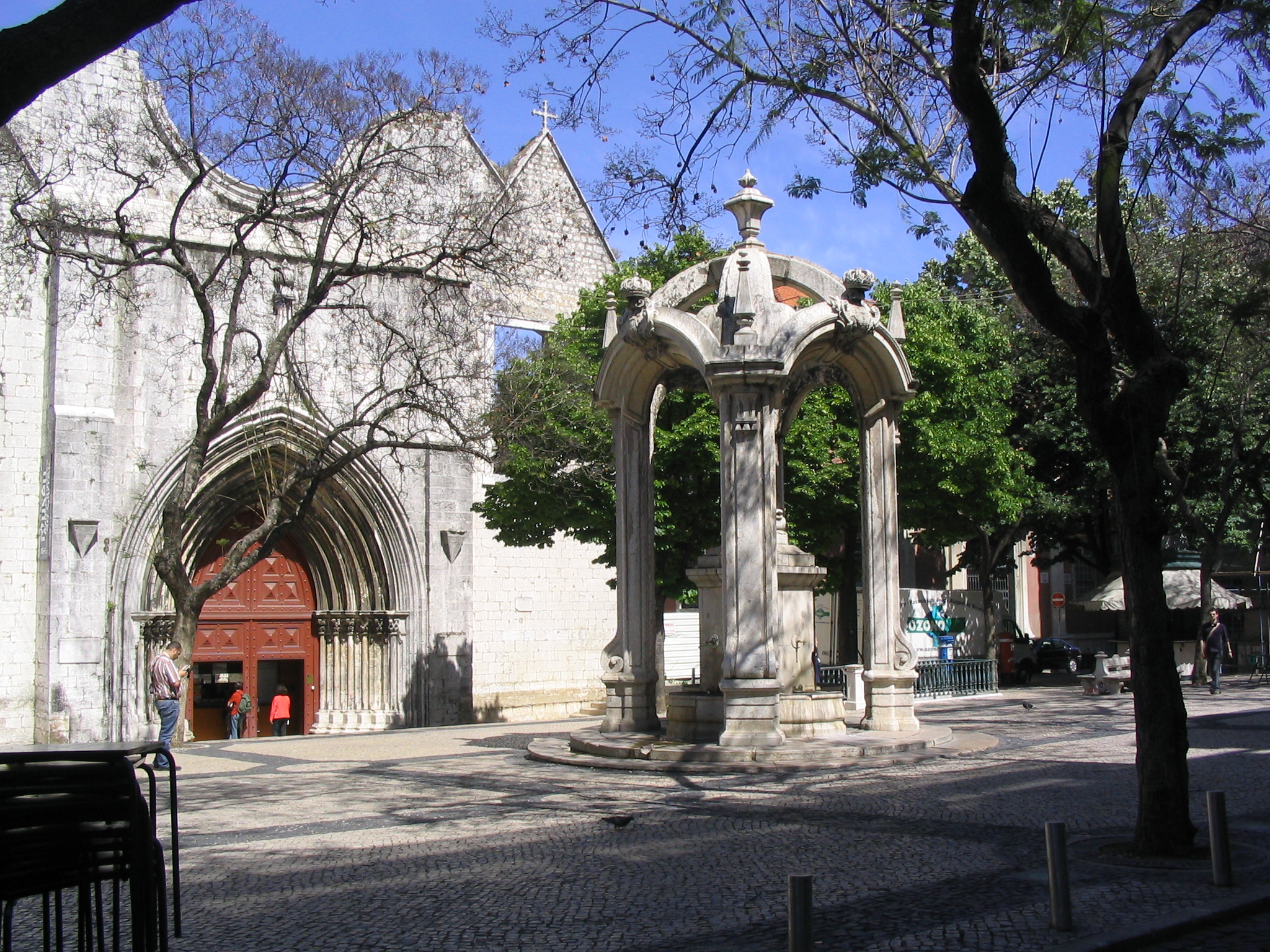
Largo do Carmo con la fontana e l'ingresso principale al convento do Carmo.
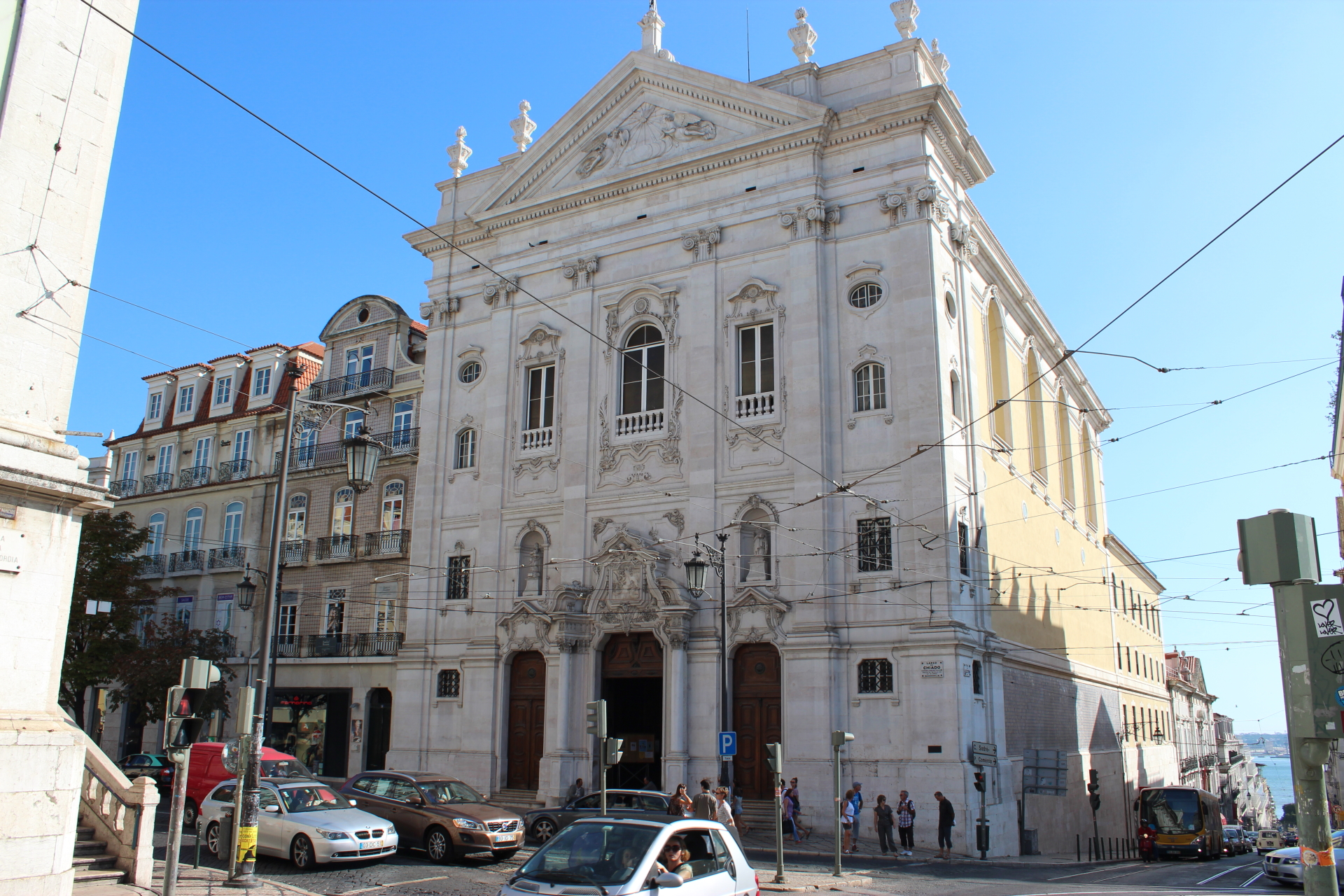
Igreja de Nossa Senhora da Encarnação.
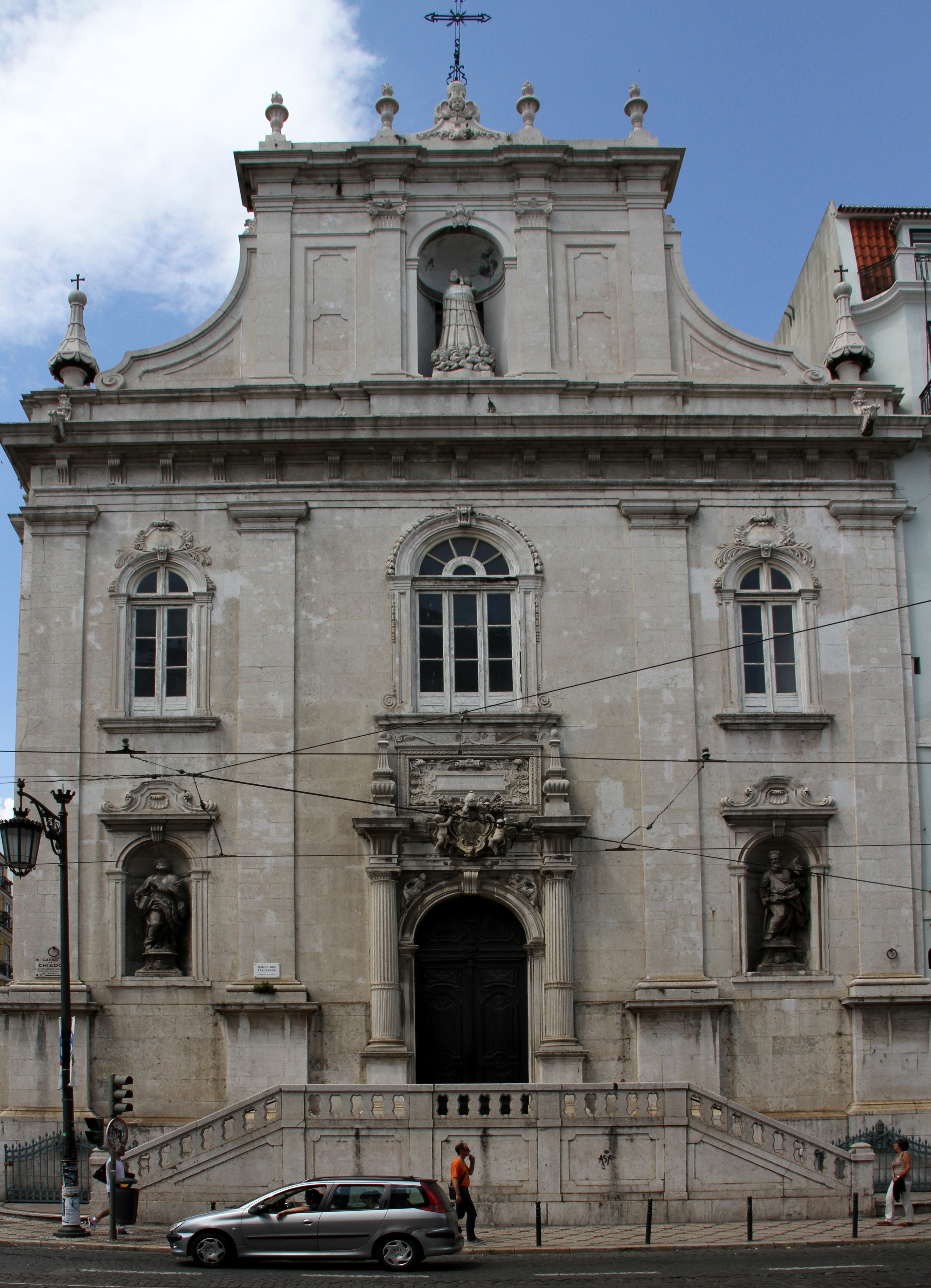
Igreja de Nossa Senhora do Loreto dos Italianos.
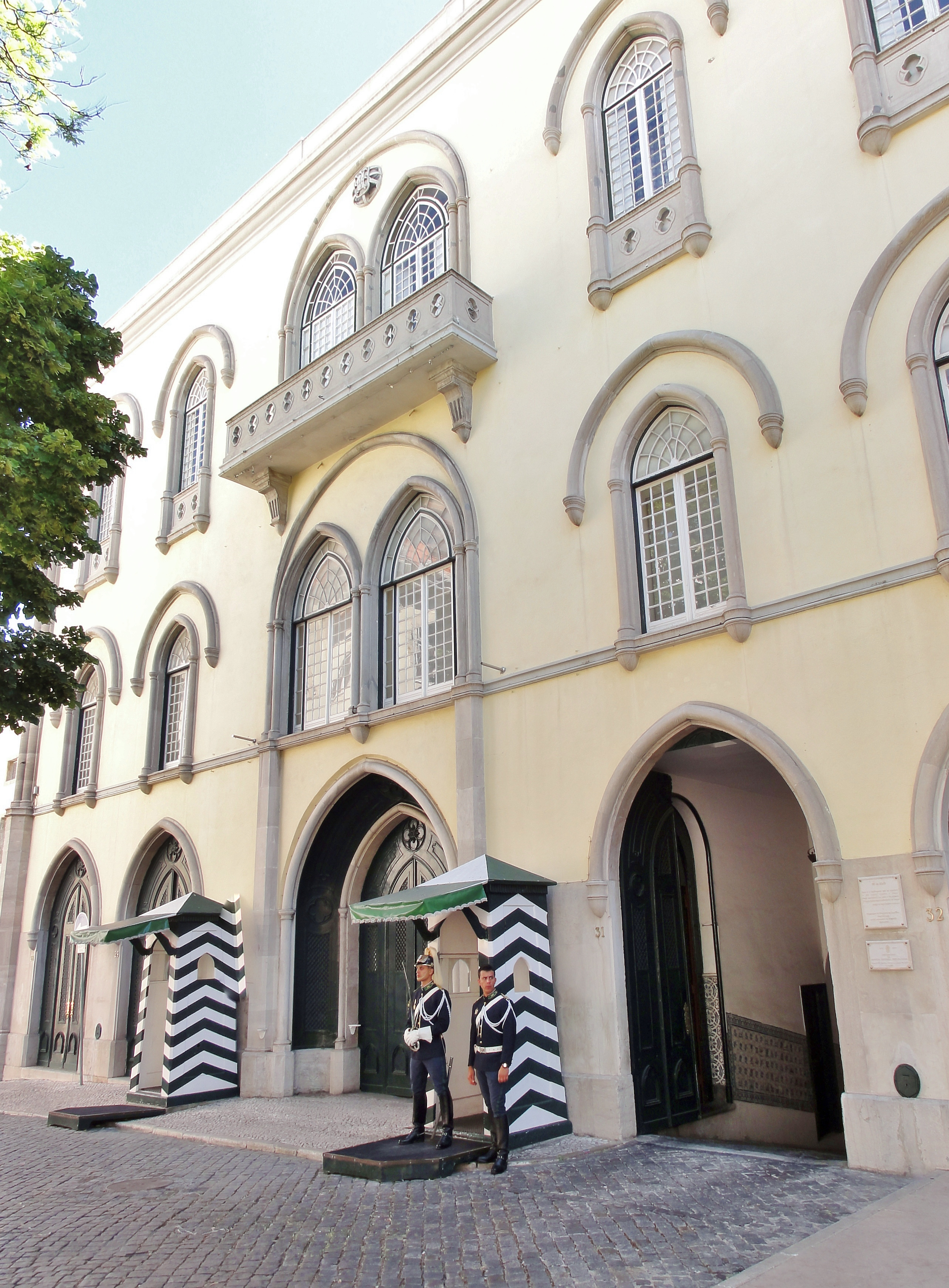
Quartel do Carmo.
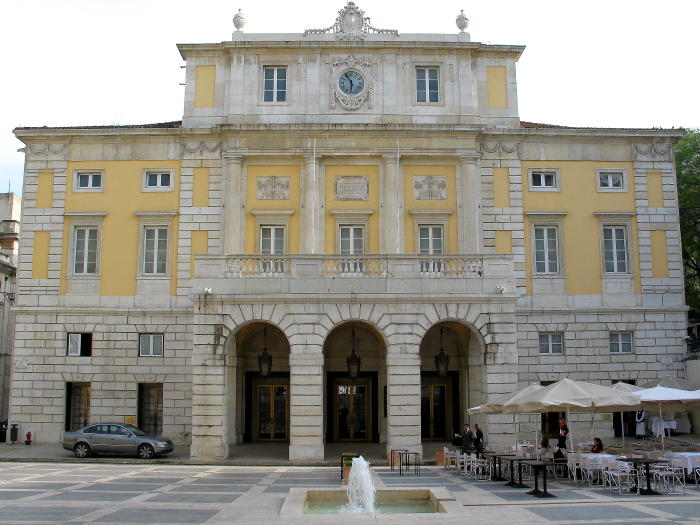
Teatro Nacional de São Carlos.
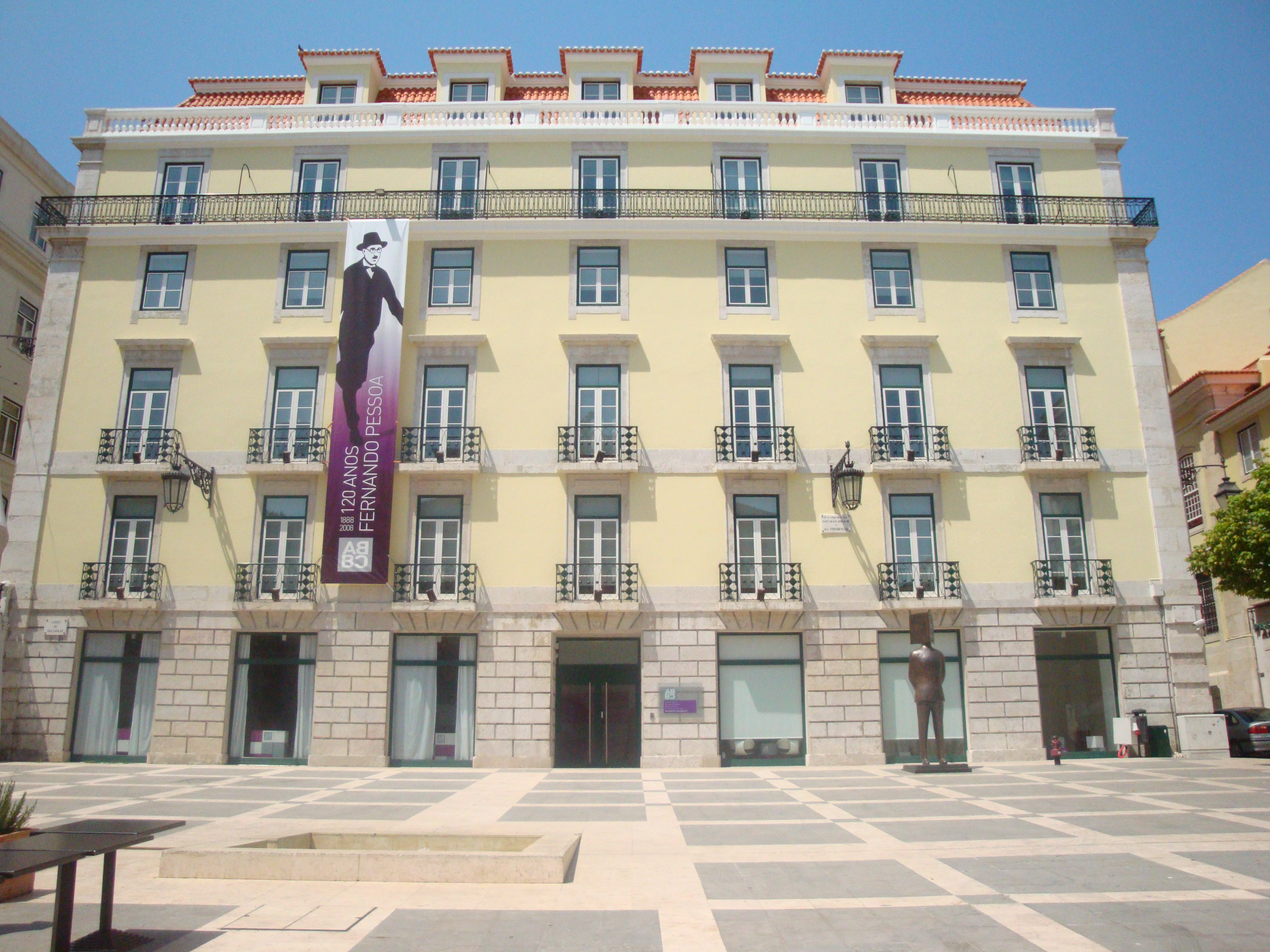
La casa natale di Fernando Pessoa, in Largo de São Carlos.
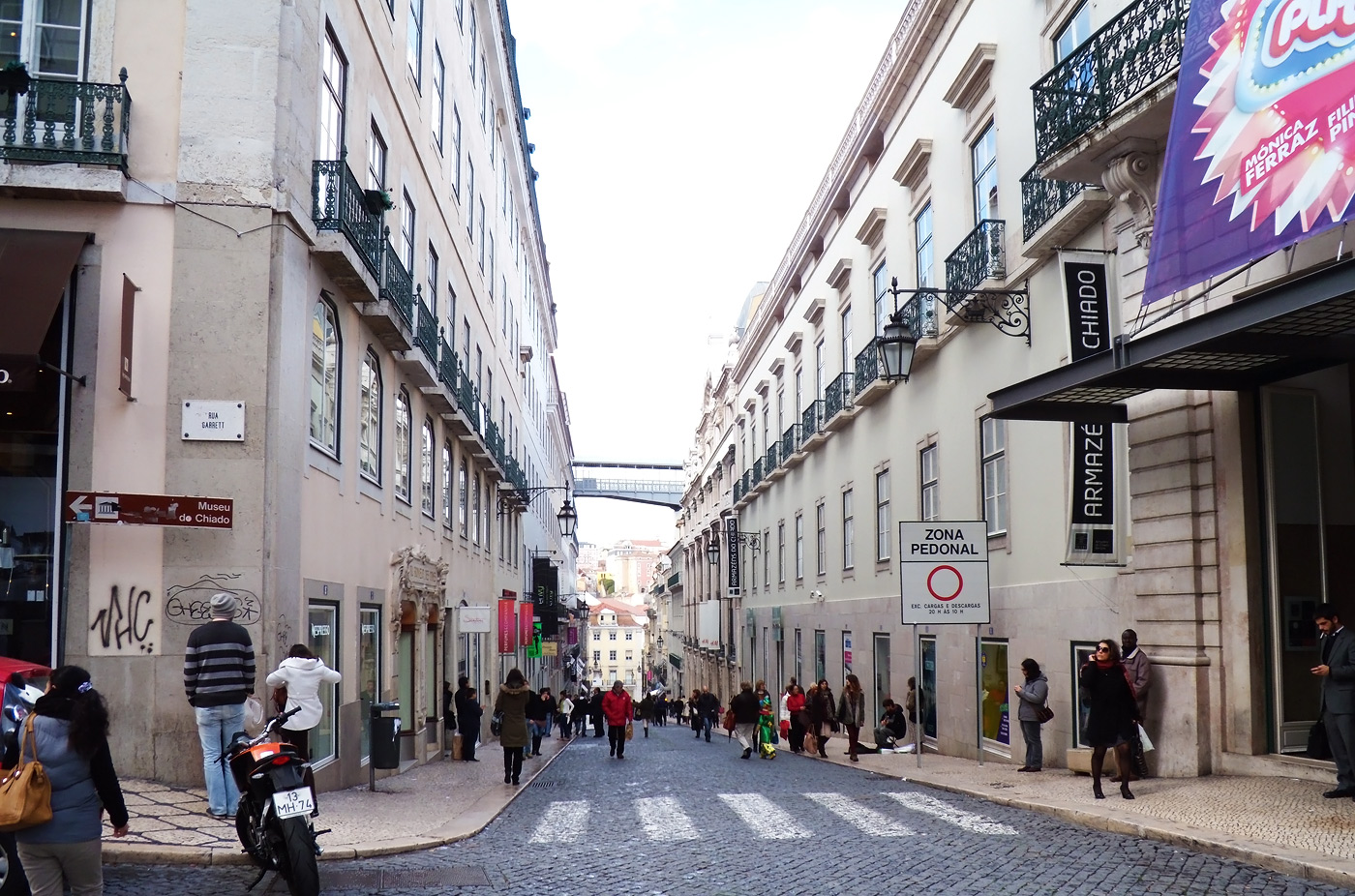
L'incrocio tra Rua Garrett e Rua do Carmo, davanti al centro commerciale Armazens do Chiado. Sullo sfondo l'Elevador de Santa Justa.
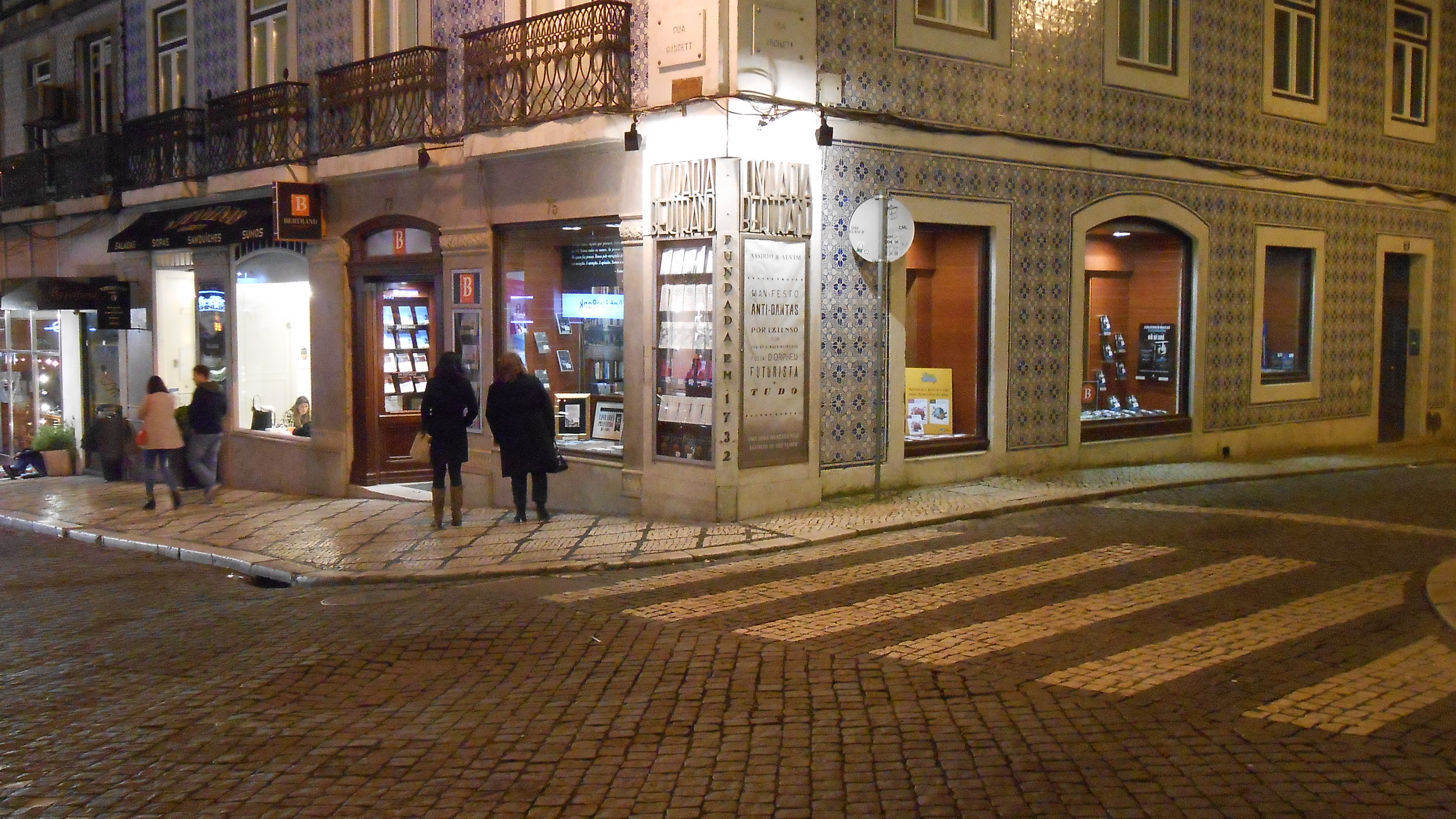
La Livraria Bertrand in Rua Garrett 73, la libreria in attività più antica del mondo.
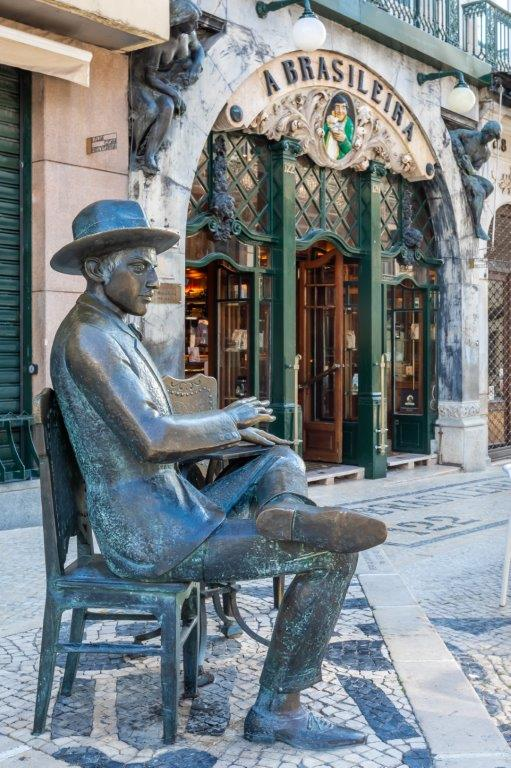
La statua di Fernando Pessoa posta dinanzi al caffè A Brasileira.
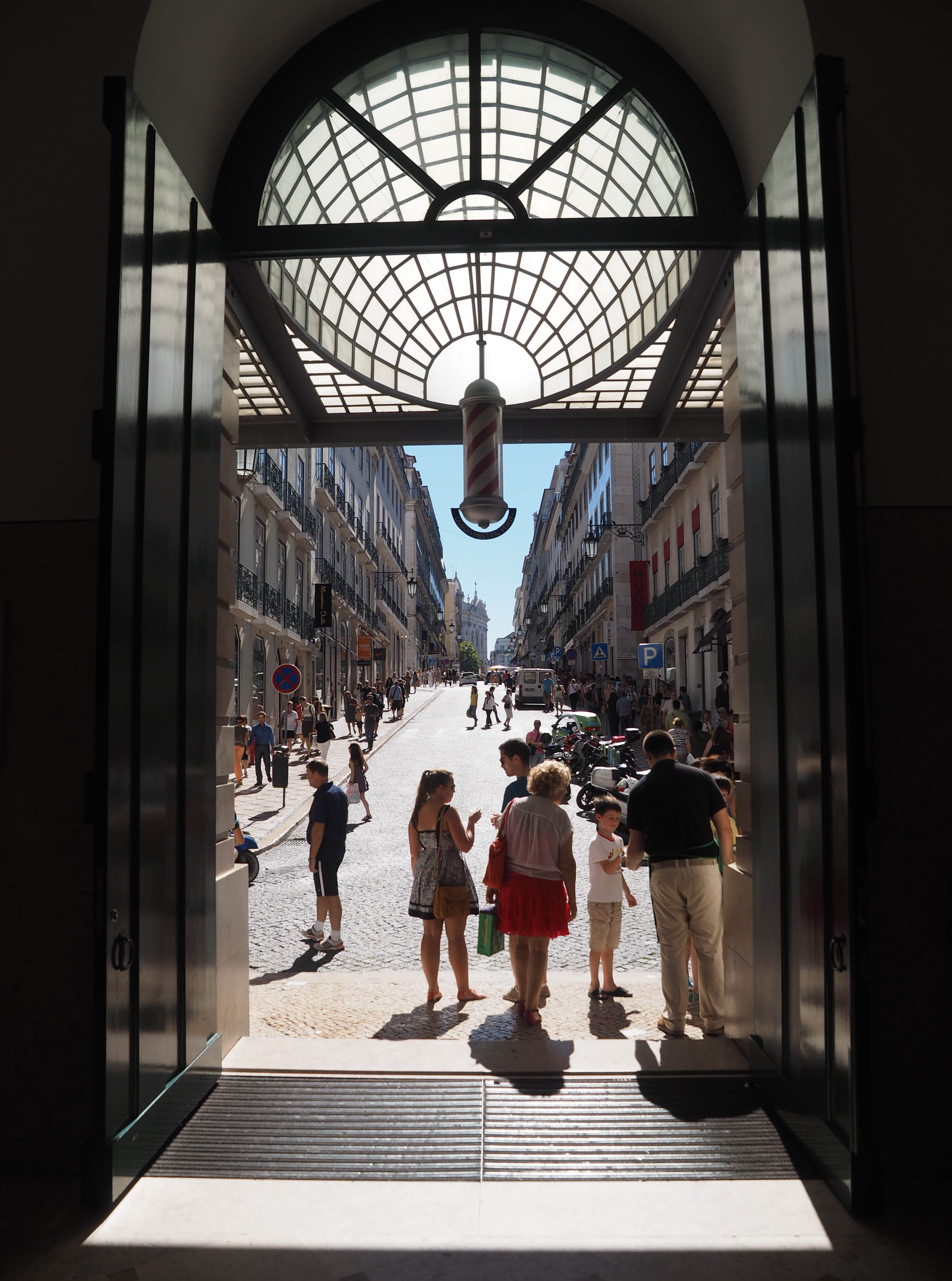
Rua Garrett vista dall'ingresso degli Armazens do Chiado.
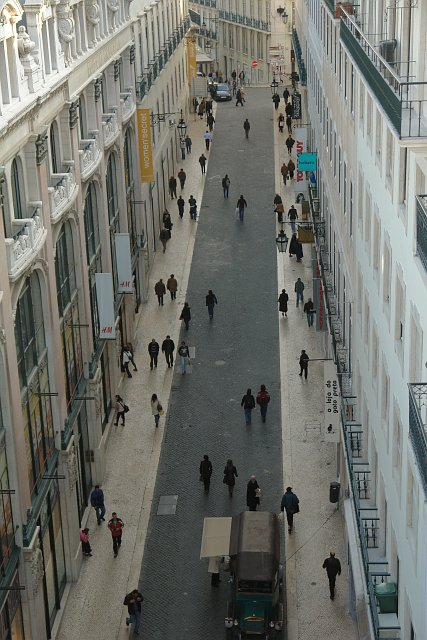
Vista della Rua do Carmo.
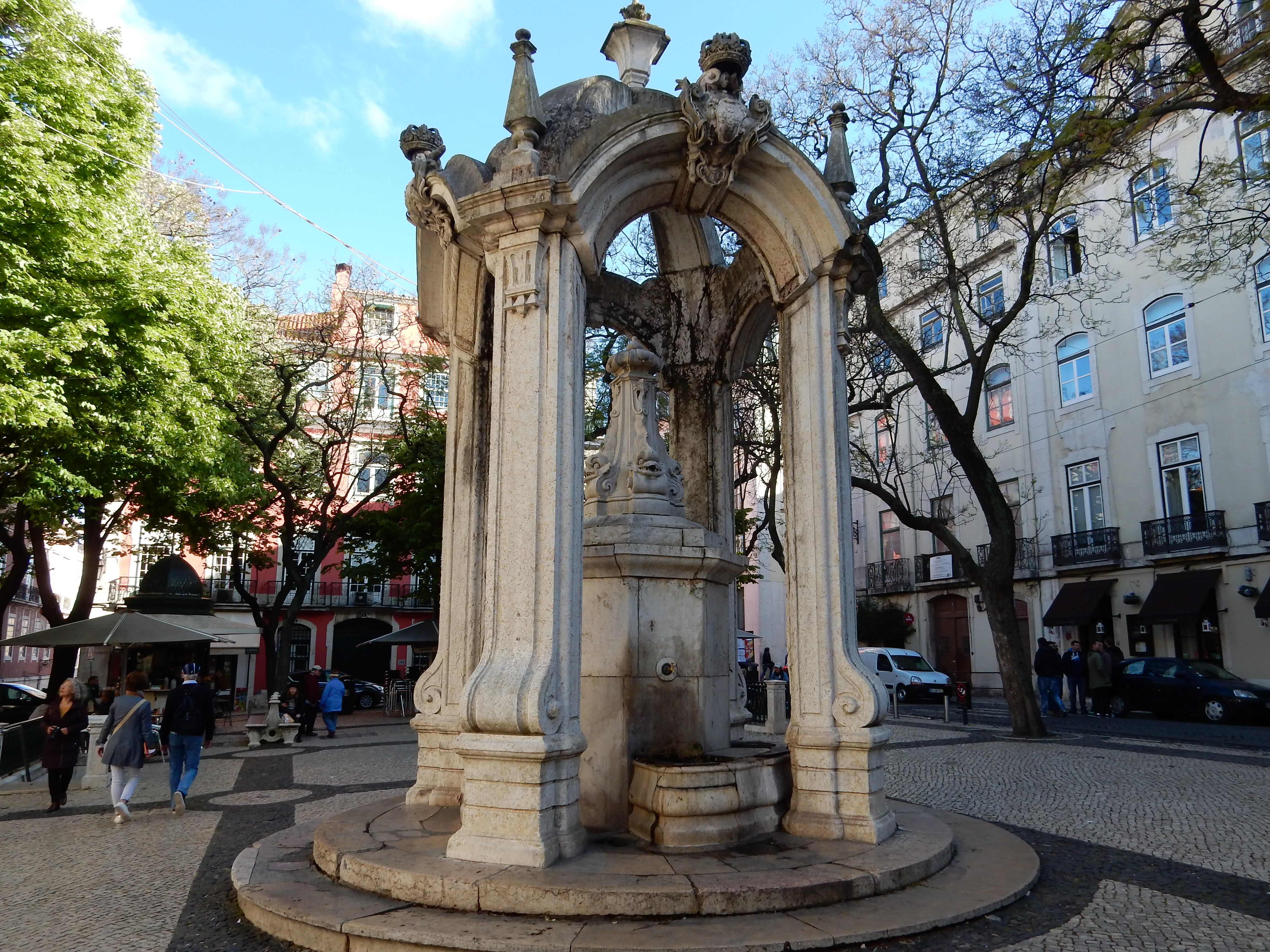
Fontana in Largo do Carmo.